# Danny Rolling
Daniel Harold Rolling (Shreveport, Louisiana, 26 de maig de 1954 - Florida, 25 d'octubre de 2006), conegut com The Gainesville Ripper (el destripador de Gainsville), va ser un assassí en sèrie estatunidenc que va assassinar cinc estudiants a Gainesville, Florida, durant quatre dies a finals d'agost de 1990. Rolling va confessar més tard haver violat diverses de les seves víctimes, cometre un triple homicidi a Shreveport, Louisiana, i intentar assassinar el seu pare el maig de 1990. En total, Rolling va confessar haver matat vuit persones. Rolling va ser condemnat a mort pels cinc assassinats de Gainesville el 1994. Va ser executat per injecció letal el 2006.

## Primers anys
El seu pare era un agent de policia de Shreveport anomenat James Rolling, que li va dir a Danny que no era desitjat des del naixement i que va abusar de la seva mare, Claudia, i del seu germà, Kevin. En un incident, la mare de Danny va anar a l'hospital després d'afirmar que el seu marit va intentar fer-li talls amb una fulla d'afaitar. Ella va intentar abandonar el marit diverses vegades, però sempre va tornar amb ell. En un exemple del sentit de la disciplina del senyor Rolling, una vegada va enganxar a Danny a terra, el va emmanillar i després va fer que la policia se n'endugués el seu fill perquè estava avergonyit d'ell.
D'adolescent i adult jove, Rolling va ser arrestat diverses vegades per robatoris a Geòrgia i va ser enxampat espiant una dona que s'estava vestint. Quan fou més adult, va tenir problemes per intentar integrar-se a la societat i mantenir una feina estable. En un moment donat, Rolling va treballar com a cambrer al restaurant Pancho's a Shreveport. I el maig de 1990, va intentar matar el seu pare durant una discussió familiar en què el seu pare va perdre un ull i una orella.

## Assassinats en sèrie
L'agost de 1990, Rolling va assassinar cinc estudiants (un estudiant del Santa Fe College i quatre de la Universitat de Florida) durant un assalt i robatori a Gainesville, Florida. Va mutilar els cossos de les seves víctimes, decapitant-ne un. Després els va posar, de vegades utilitzant miralls.
A primera hora del matí del divendres 24 d'agost, Rolling va irrompre a l'apartament compartit per Sonja Larson i Christina Powell, estudiants de primer any de la universitat, de disset anys. En trobar Powell adormida al sofà de la planta de baix, es va posar breument sobre ella, però no la va despertar, i va optar per explorar el dormitori de dalt on també dormia Larson. Rolling va assassinar Larson, primer tancant-li la boca per sufocar els seus crits i després va matar-la a punyalades. Va morir mentre intentava defugir-lo.
Després, Rolling va tornar a baixar, va tancar la boca de Powell amb cinta adhesiva, li va lligar els canells a l'esquena i la va amenaçar amb un ganivet mentre li tallava la roba. Llavors la va violar i la va forçar cap avall a terra, on la va clavar cinc cops per l'esquena. Rolling va posar els cossos en posicions sexualment provocatives. I després de tot, es va dutxar abans de sortir de l'apartament.
Un dia després, el dissabte 25 d'agost, Rolling va irrompre a l'apartament de Christa Hoyt, de divuit anys, i va obrir una porta corredissa de vidre amb un ganivet Ka-Bar i un tornavís. Com que ella no era a casa, va esperar a la sala d'estar que tornés. A les 11 del matí, Hoyt va entrar a l'apartament i en Rolling la va sorprendre per darrere, immobilitzant-la amb una clau d'asfíxia. Després d'haver estat sotmesa, li va tancar la boca amb cinta adhesiva, li va lligar els canells i la va conduir al dormitori, on li va tallar la roba del cos i la va violar. Com en l'assassinat de Powell, la va forçar boca avall i la va apunyalar per l'esquena, arribant fins al seu cor. Després de tornar al seu campament, Rolling no va trobar la seva cartera. Pensant que l'havia perdut a l'escena de l'assassinat, va tornar allà, moment en el qual va decidir decapitar el cos d'Hoyt i posar el seu cap en una prestatgeria de cara al cadàver, afegint encara més impacte en l'escena a qui la descobrís.
En aquell moment, els assassinats havien atret l'atenció dels mitjans de comunicació i molts estudiants estaven prenent precaucions addicionals, com canviar les seves rutines diàries i dormir junts en grup. Com que les vacances estaven tan a prop aquell semestre de tardor, alguns estudiants van retirar la matrícula o es van traslladar a altres escoles. Tracy Paules, que tenia vint-i-tres anys, vivia amb el seu company de pis Manny Taboada, també de 23. El dilluns 27 d'agost, Rolling va irrompre a l'apartament en obrir la porta corredissa de vidre amb les mateixes eines que havia utilitzat anteriorment. Rolling va trobar Taboada dormint en una de les habitacions i el va matar després d'una lluita.
En sentir l'enrenou, Paules va baixar pel passadís fins a l'habitació de Taboada i va veure Rolling. Va intentar barrar-li el pas cap a la seva habitació, però en Rolling va trencar la porta. Rolling li va lligar amb cinta la boca i els canells, li va tallar la roba i la va violar, abans de donar-li la volta i apunyalar-li tres cops a l'esquena. Rolling va col·locar el cos de Paules, això no obstant va deixar el de Taboada en la mateixa posició en què havia mort.
Amb l'excepció de Taboada, totes les víctimes eren petites morenes caucàsiques amb ulls marrons. Tot i que inicialment les forces de l'ordre tenien molt poques pistes, la policia va identificar dos sospitosos; un d'ells un estudiant de la Universitat de Florida que tenia antecedents de malaltia mental i tenia nombroses cicatrius a la cara per un accident de cotxe, cosa que el convertí en una imatge ideal quan es parlà de notícies sobre la investigació. La seva foto va ser mostrada repetidament pels mitjans de comunicació. Les autoritats el van excloure públicament de tots els càrrecs després de la detenció de Rolling. L'altre sospitós també va ser descartat més tard.

## Alerta dels assassinats i pistes
La policia de Louisiana va alertar les autoritats de Florida d'un triple assassinat no resolt a Shreveport, Louisiana el 4 de novembre de 1989. Els detectius van assenyalar que hi havia similituds entre els assassinats de Gainesville i els de William Grissom, de cinquanta-cinc anys, la seva filla Julie, de vint-i-quatre anys, i el seu net Sean, de vuit anys. La família havia estat agredida a casa seva mentre es preparaven per sopar. Després, el cos de Julie Grissom havia estat mutilat, netejat i posat.
Don Maines, un investigador del cas del Departament d'Aplicació de la Llei de Florida, va viatjar a Shreveport, a causa de les similituds entre els assassinats comesos a Gainesville i els assassinats comesos a Shreveport. Aquestes similituds incloïen: la posició dels cossos de les víctimes; residus de cinta al cos de la víctima; i vinagre utilitzat per netejar el cos. Maines va dir que van comprovar els líquids corporals de l'agressor a Shreveport i van trobar que aquesta persona també tenia sang de tipus B. Va avaluar les evidències i les proves amb les Gainesville i va resoldre-ho com una "revelació" del cas.
Poc després del viatge de Maines a Shreveport (el novembre de 1990), una resident de Shreveport, Cindy Juracich, va trucar a Crime Stoppers i va informar que Danny Rolling possiblement estava relacionat amb els assassinats d'ambdues ciutats. Tres mesos abans (l'agost de 1990), Cindy va sentir una notícia sobre una sèrie d'assassinats, mentre viatjava pel Florida Panhandle. L'informe la va fer pensar en Danny Rolling, a qui va conèixer a l'església de la seva ciutat natal de Louisiana, i el seu possible vincle amb aquests altres tres assassinats de Shreveport. Rolling havia dit coses profundament inquietants tant a ella com al seu llavors marit, Steven Dobbin. "Va venir cada nit durant una estona, i després una nit, Steven va entrar i va dir: 'Ha d'anar'", va dir Juracich. Dobbin li va dir que Rolling li havia dit que tenia un problema, va dir Juracich. "Vaig dir: 'Quin tipus de problema'", va dir Juracich, "[i Steven va dir]:" Li agrada clavar ganivets a la gent". Juracich va dir que va rebutjar aquests comentaris quan va saber parlar d'ells perquè no volia creure que Rolling pogués ser responsable dels assassinats a Shreveport. Danny també li havia dit que: "Un dia me'n sortiré d'aquesta ciutat i me n'aniré a on les noies són boniques i només podré estirar-me al sol i veure dones boniques tot el dia". Les notícies dels assassinats de Gainesville van perseguir Juracich, de manera que finalment es va posar en contacte amb la policia al novembre, basant-se en la seva intuïció sobre la connexió de Rolling amb els assassinats a ambdues ciutats. "No em deixaria descansar", va dir. "Un dia, vaig agafar el telèfon, vaig trucar a Crime Stoppers i vaig dir: 'Crec que hi ha un home que haureu d'investigar: Danny Rolling'".
Els investigadors van respondre al suggeriment i van trobar ràpidament a Rolling, que havia estat detingut el 7 de setembre de 1990 per un robatori al supermercat d'Ocala. El robatori s'havia comès deu dies després de trobar els cossos de Paules i Taboada. Rolling estava retingut a la presó del comtat de Marion a quaranta milles al sud de Gainesville. Els investigadors van determinar que Rolling tenia sang de tipus B, com el sospitós dels assassinats de Gainesville i Shreveport.
Un cop els investigadors de Florida es van adonar que Rolling tenia múltiples condemnes per robatori a mà armada, es van adonar que també podria haver estat el responsable del robatori al banc que va tenir lloc el dia que es va trobar el cos de Christa Hoyt. Van tornar a l'armari de proves, on s'havien guardat la pistola, el tornavís, la bossa de diners i el reproductor de cassets, i van escoltar la cinta. També van descobrir eines que coincidien amb les marques deixades a les escenes de l'assassinat de Gainesville. El petit campament on havia estat vivint, estava situat en una zona boscosa prop de complexos d'apartaments freqüentats per estudiants; els investigadors van descobrir diaris d'àudio que ell havia gravat al·ludint als crims.

## Càrrecs i judici
El novembre de 1991, Rolling va ser acusat de diversos càrrecs d'assassinat.
Rolling va ser jutjat gairebé quatre anys després dels assassinats. Va afirmar que el seu motiu era convertir-se en una "superestrella" semblant a Ted Bundy. El 1994, abans que el seu judici pogués començar, Rolling es va declarar culpable de tots els càrrecs inesperadament. Posteriorment, l'advocat de l'Estat Rod Smith va presentar la fase de penalització de l'acusació. Durant el seu judici, Court TV va realitzar una entrevista amb la mare de Rolling des de casa seva, durant la qual es podia escoltar el seu pare cridant fora de la càmera.
El 20 d'abril de 1994, Rolling va ser condemnat a mort. A Rolling se li va diagnosticar un trastorn antisocial de la personalitat, un trastorn límit de la personalitat i parafília.

## Execució
Poc abans de ser executat a Florida per la sèrie d'assassinats a Gainesville, Rolling va reivindicar la responsabilitat dels assassinats de Shreveport, lliurant al seu assessor espiritual el Reverend Mike Hudspeth a la policia de Florida una confessió i disculpes manuscrites. En una declaració escrita feta poc abans de la seva execució, Rolling va confessar els assassinats de la família Grissom a Shreveport. Rolling va tenir un últim àpat amb cua de llagosta. Va cantar un himne gòspel, però no va fer cap declaració immediatament abans de la seva execució, que va ser presenciada per molts dels familiars de les seves víctimes.
Rolling va ser executat per injecció letal a la presó estatal de Florida el 25 d'octubre de 2006, després que la Cort Suprema dels Estats Units va rebutjar una última apel·lació. Va ser declarat mort a les 18:13 EDT.

## Llegat

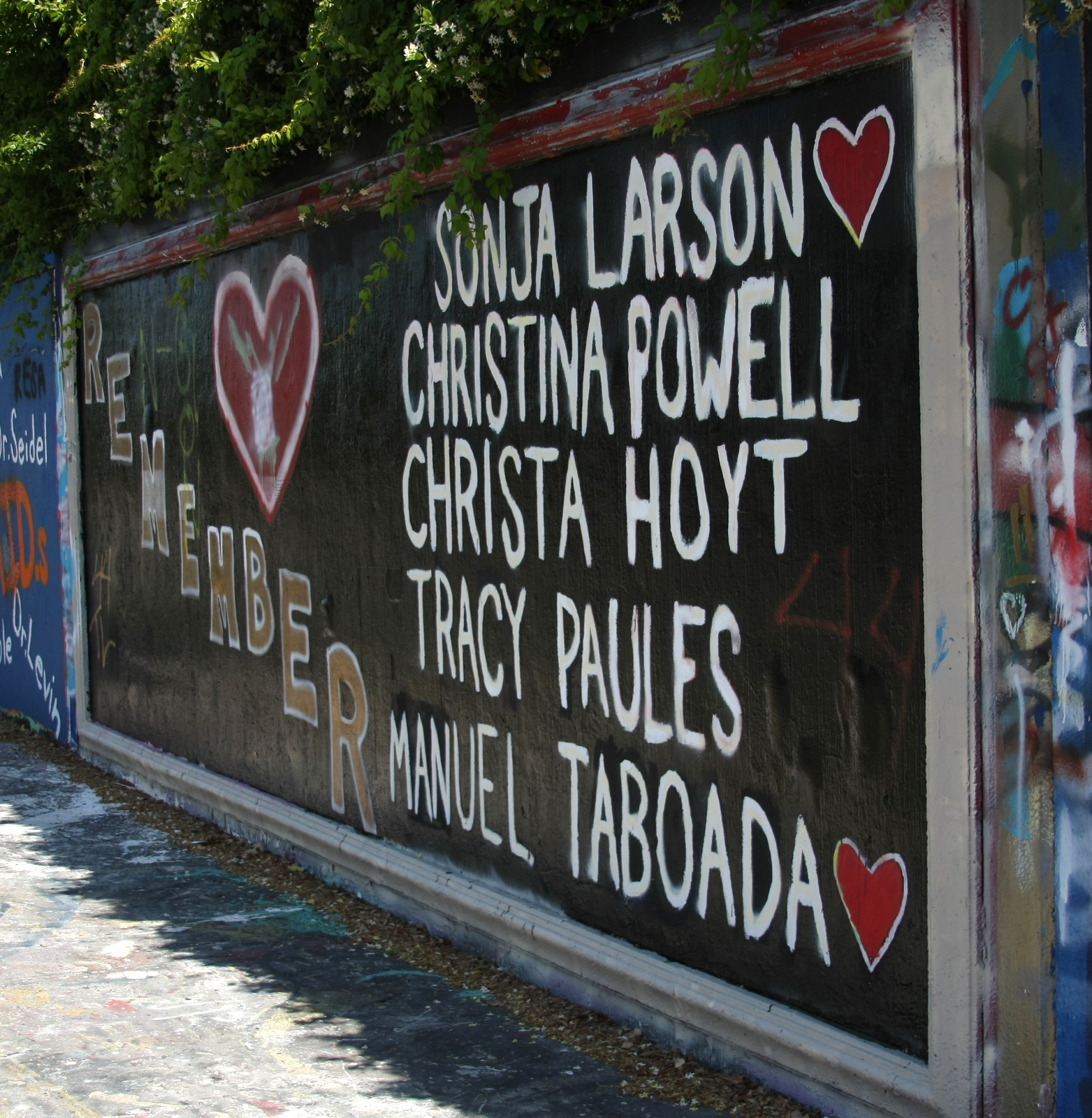
Memorial als cinc estudiants al mur del carrer 34 a Gainesville, pintat per primera vegada el 1990

Rolling ha estat objecte de diverses obres escrites. La seva època de crims va inspirar al guionista Kevin Williamson a escriure el guió de la pel·lícula slasher de 1996 Scream.
Sondra London va col·laborar amb Rolling a The Making of a Serial Killer: The True Story of the Gainesville Murders in the Killer's Own Words.
Rolling és el tema del llibre Beyond Murder de John Philpin i John Donnelly. L'autor Kevin Given va admetre que va basar l'assassí en sèrie David Reynolds de la seva novel·la Foul Blood en Rolling.
Un llargmetratge independent de 2007 titulat The Gainesville Ripper, basat en els relats dels assassinats, es va rodar a les zones de Gainesville i Jacksonville, Florida. A la pel·lícula, Rolling és interpretat per Zachary Memos. Rolling també va ser objecte d'un episodi de Body of Evidence: From the Case Files of Dayle Hinman, un programa de televisió de Court TV (transmès com a Crime Scene USA: Body of Evidence a Discovery Channel al Regne Unit) i un episodi de Forensic Factor titulat Killing Spree, que es va emetre originalment a Discovery Channel Canadà i es va retransmetre a Amèrica al Science Channel.
Rolling va ser el tema d'un episodi del 2010 de Cold Blood, i es va mencionar breument en un episodi del 2012 de Motives and Murders titulat "Not Again". També va aparèixer en un episodi del 2015 de Nightmare Next Door.

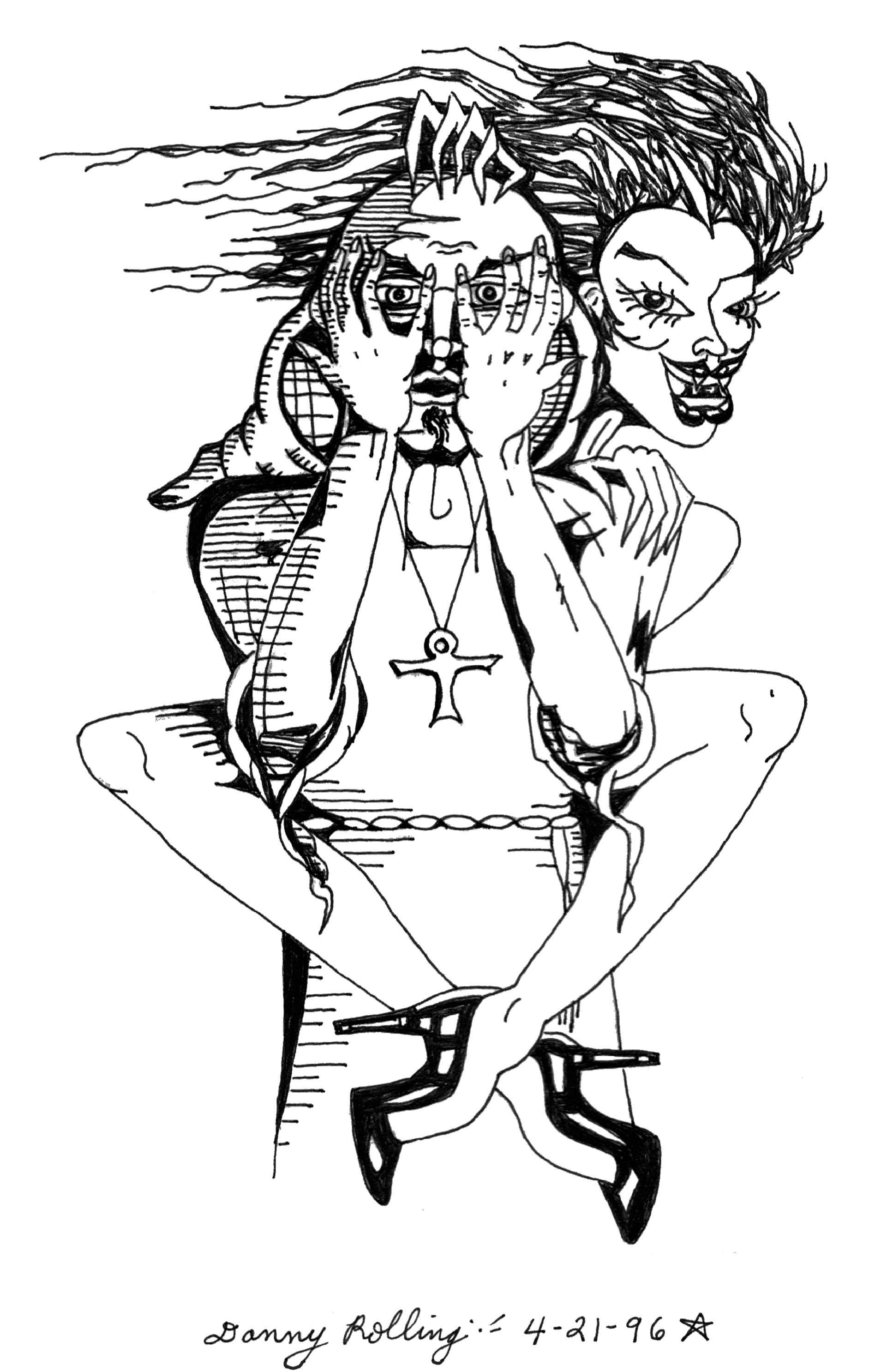
Il·lustració de Danny Rolling

El 2013, la sèrie documental de televisió The Real Story va emetre un episodi que perfilava la pel·lícula Scream. Es va emetre el 28 de juliol de 2013 i explicava la història dels assassinats de Rolling amb detalls gràfics.
El llibre Drifter es basa en els assassinats de Gainesville de 1990.
La cançó Harold Rollings Hymn de l'àlbum de John 5 de 2007, The Devil Knows My Name està inspirada en Rolling. Un episodi de Murder Made Me Famous, que es va emetre el 24 de novembre de 2018, va fer la crònica del cas.
L'episodi d'estrena de Mark of a Killer, titulat "Posed to Kill", va documentar el cas.
El 2021, un episodi de la sèrie de televisió de crim real d'ABC 20/20 va emetre el cas d'assassinat.
Mentre estava en el corredor de la mort a la presó estatal de Florida, Rolling va escriure cançons i poemes i va dibuixar. Les seves obres s'han referit com un exemple de "murderabilia".